# Сокола (герб)
Сокола (пол. Sokola, Sokoł, Sokoła) — польский дворянский герб.

## Описание и легенда
Состоит из соединения головы и передних ног вепря и задней части туловища медвежьего. На средине полоса красного цвета. Над шлемом видна выходящая голова медведя с передними лапами.
Герб этот в середине XIII века пожалован братьям Соколам от короля Казимира I в ознаменование мужества, оказанного ими на охоте, на которой они убили вепря и медведя.

## Герб используют
40 родов:
- Bakłaniec
- Bystrzonowski
- Dąbrowski
- Drozdeński
- Droźdeński
- Drożdzieński
- Dziadulewicz
- Dziankowski
- Dziedulewicz
- Dzienkowski
- Dzięgielowski
- Galczewski
- Gałczeński
- Gałczyński
- Gałuziński
- Горецкие (Gorecki, Górecki)
- Kołaczkowski
- Luboszewski
- Łomiecki
- Łowiczewski
- Manicki
- Maniecki
- Niedźwiecki
- Niedźwiedzki
- Piglewski
- Pigłowski
- Pigulewski
- Sędek
- Sokolikow
- Sokolski
- Sokoł
- Sokołowski
- Sokulski
- Trzemeski
- Ul
- Ulenicz
- Ulewicz
- Węgrzynowski
- Zrzelski